# Hurva socken
Hurva socken i Skåne ingick i Frosta härad, uppgick 1969 i Eslövs stad och området ingår sedan 1971 i Eslövs kommun och motsvarar från 2016 Hurva distrikt.
Socknens areal är 11,24 kvadratkilometer varav 11,16 land. År 2000 fanns här 464 invånare. Tätorten Hurva med sockenkyrkan Hurva kyrka ligger i socknen.

## Administrativ historik
Socknen har medeltida ursprung. 
Vid kommunreformen 1862 övergick socknens ansvar för de kyrkliga frågorna till Hurva församling och för de borgerliga frågorna bildades Hurva landskommun. Landskommunen uppgick 1952 i Snogeröds landskommun som upplöstes 1969 då denna del uppgick i Eslövs stad som ombildades 1971 till Eslövs kommun. Församlingen uppgick 2002 i Ringsjö församling.
1 januari 2016 inrättades distriktet Hurva, med samma omfattning som församlingen hade 1999/2000.
Socknen har tillhört län, fögderier, tingslag och domsagor enligt vad som beskrivs i artikeln Frosta härad. De indelta soldaterna tillhörde Norra skånska infanteriregementet, Frosta kompani.

## Befolkning
| År   | Befolkning | Förändring | Källa                                                                                                  |
| ---- | ---------- | ---------- | --- |
| 1805 | 324        |            | Magnus Härwell: Stationssamhället Hurfva- En skånsk bondbys förändring med järnvägens ankomst sidan 26 |
| 1840 | 407        | +83        | Magnus Härwell: Stationssamhället Hurfva- En skånsk bondbys förändring med järnvägens ankomst sidan 26 |
| 1850 | 511        | +104       | Magnus Härwell: Stationssamhället Hurfva- En skånsk bondbys förändring med järnvägens ankomst sidan 26 |
| 1860 | 675        | + 341      | Magnus Härwell: Stationssamhället Hurfva- En skånsk bondbys förändring med järnvägens ankomst sidan 26 |
| 1870 | 798        | +123       | Magnus Härwell: Stationssamhället Hurfva- En skånsk bondbys förändring med järnvägens ankomst sidan 26 |
| 1880 | 806        | + 8        | Magnus Härwell: Stationssamhället Hurfva- En skånsk bondbys förändring med järnvägens ankomst sidan 26 |
| 1890 | 739        | - 67       | Magnus Härwell: Stationssamhället Hurfva- En skånsk bondbys förändring med järnvägens ankomst sidan 26 |
| 1900 | 675        | - 64       | Magnus Härwell: Stationssamhället Hurfva- En skånsk bondbys förändring med järnvägens ankomst sidan 26 |
| 1910 | 662        | - 13       | Magnus Härwell: Stationssamhället Hurfva- En skånsk bondbys förändring med järnvägens ankomst sidan 26 |
| 1920 | 638        | - 24       | Magnus Härwell: Stationssamhället Hurfva- En skånsk bondbys förändring med järnvägens ankomst sidan 26 |
| 1930 | 654        | + 16       | Magnus Härwell: Stationssamhället Hurfva- En skånsk bondbys förändring med järnvägens ankomst sidan 26 |
| 2000 | 464        | - 190      | Harlén/Harlen : Sverige från A till Ö: geografisk-historisk uppslagsbok                                |

## Geografi
Hurva socken ligger sydost om Eslöv med Bråån i norr. Socknen är en odlad slättbygd.

## Fornlämningar
Från stenåldern är ett tiotal boplatser funna. En vikingatida silverskatt har påträffats vid Äspinge. 

## Namnet
Namnet skrevs 1393 Huirwe och kommer från kyrkbyn. Namnet innehåller inhägnad, liten åker.